# 醫師誘發需求
醫師誘發需求（Physician induced demand，PID）又稱供給誘導需求（Supplier-induced demand，SID）是健康經濟學的重要議題。
供給誘導需求(SID)發生於供應商與消費者間資訊的不對等，供應商利用優於消費者的資訊，去促使消費者需求更多的產品和服務，結果將會造成社會福利的損失。同理，在醫療服務市場資訊不對等的狀況下，醫師誘發需求(PID)是指醫師作為病患的代理人，是否會將病患的利益列為次要，而以自身的利益為優先考量，提供病患過多的醫療服務行為，如不必要的手術、增加後續的看診、過多的給藥等，結果導致醫療保健支出成長。
關於醫師誘發需求的成因有幾種解釋：
1. 追求利潤最大(Profit-maximizing)：醫師追求最大利潤，誘發需求是提高收益的方法
2. 價格僵固性(Price rigidities)：醫療服務價格有其僵固性，難以立即調整至均衡價格，留下誘發需求的空間
3. 目標所得(Target income)：醫師有預設所得目標，在正常運作達不到目標時（如當地醫師人數增加，使其所得不如預期）才誘發需求
4. 負效用(Disutility of discretion)：醫師有工作負荷量及道德良心的成本，使其不會無止境地增加誘發需求，Evans假設的效用函數為：

U=U(Y,W,D) 
U=醫師的效用水準；快樂程度
Y=醫師淨所得(正效用)   
W=醫師工作時數(負效用)   
D=醫師對病患的誘發需求程度(負效用；視為誘發需求的良心成本)
雖然過去許多研究都指出醫師誘發需求的存在，但誘發的程度都不大。即使誘發需求的情況確實存在，藉著現代網際網路等科技媒介，醫師與病患之間已不同於傳統醫療父權的醫病關係，病患取得資訊的管道增加，使其在醫療服務行為中的地位提升，甚至有與醫師平等對話的能力。